# アルテミサ州
アルテミサ州（アルテミサしゅう、西：Provincia de Artemisa）はキューバ西部の州（地方行政区分）のひとつである。州都はアルテミサ。

## 隣接州
北と南は海に面しており、西はピナール・デル・リオ州、東はラ・アバーナ州、マヤベケ州と接している。

## 自治体
- マリエル (Mariel)
- グアナハイ (Guanajay)
- カイミート (Caimito)
- バウタ (Bauta)
- サン・アントーニオ・デ・ロス・バーニョス (San Antonio de los Baños)
- グイラ・デ・メレーナ (Güira de Melena)
- アルキーサル (Alquízar)
- アルテミーサ (Artemisa)  州都
- バイーア・オンダ (Bahía Honda
- カンデラリア (Candelaria)
- サン・クリストーバル (San Cristóbal)